# 3T Cycling

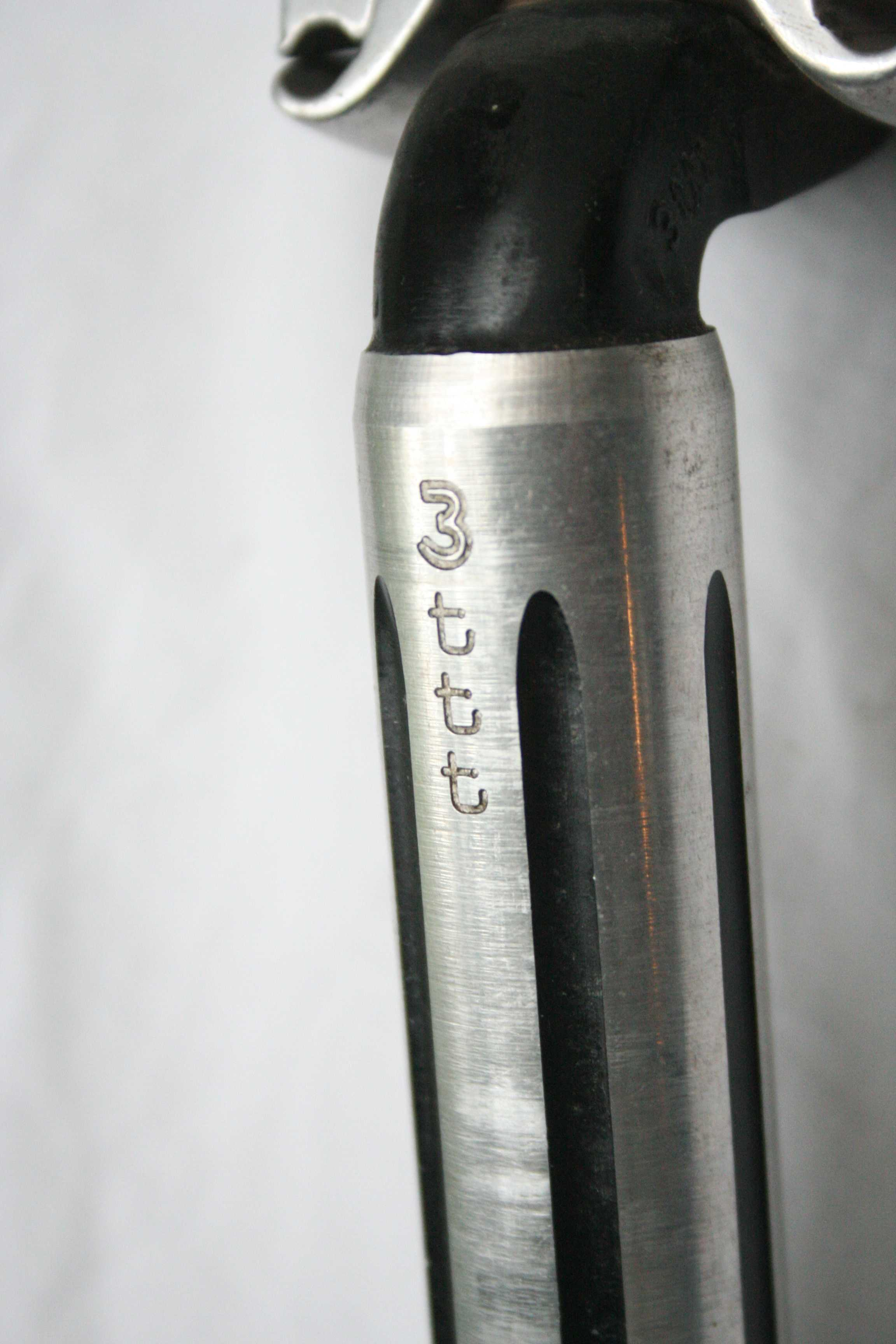
„3ttt“ Gravur auf einer Sattelstütze

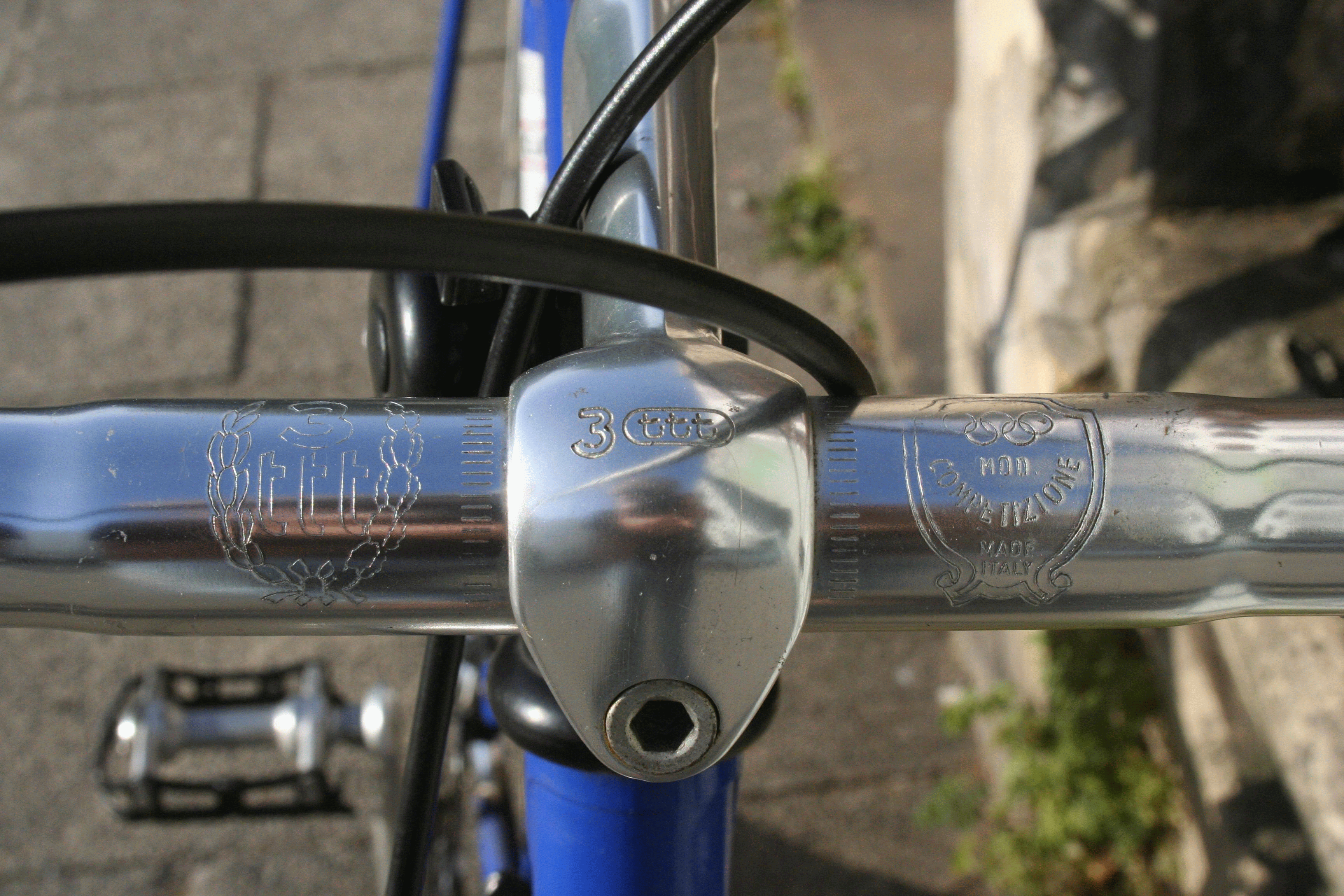
Lenker und Vorbau von 3ttt an einem italienischen Rennrad aus den frühen 1990ern

3T, ursprünglich 3ttt („Tecnologia del Tubo Torino“), ist ein italienischer Hersteller von Rennradsport-Komponenten wie Lenker und Vorbauten.

## Geschichte
1961 verließ Mario Dedioniggi nach etwa 10 Jahren den Rad(teile)hersteller Ambrosio und gründete ttt (später: 3ttt) in Turin. In den 1970er Jahren begann die Produktion von Rennlenkern, die zu dieser Zeit üblicherweise aus Stahl bestanden, aus dem Werkstoff Al-7075 (Ergal), der bis dahin vor allem in der Luft- und Raumfahrt in Gebrauch war. Mit dem nur 240 g wiegenden Modell „Superleggero“ (ital. Superleicht) setzte man zu dieser Zeit Gewichtsmaßstäbe. Außerdem war das Unternehmen Marktführer in Europa für Ski-Slalomstangen aus Al-7075.
In den 1980er Jahren wurde die Firma in 3T umbenannt und der Firmensitz wurde nach Mathi, 30 km außerhalb von Turin, verlegt. Mario Dedioniggi verkaufte und verließ das Unternehmen.
Den neu entwickelten Bullhorn-Lenker nutzte Francesco Moser am 23. Januar 1984 bei seinem Stundenweltrekord und fuhr in der vorgegebenen Zeit erstmals mehr als 50 km. Nach der zurückgelegten Distanz, wurde der Lenker auch  „51.151“ benannt.
Der „Competizione“-Rennlenker war der erste mit verschieden gebogenen Formen – jeweils benannt nach einem Rennfahrer: Merckx, Saronni, Moser, Gimondi. Maurizio Fondriest errang den Weltmeistertitel mit 3T-Produkten (1988).
Aufgrund zunehmender Bekanntheit wurde 3T Ende der 1980er Jahre Marktführer bei Rennlenkern und exportierte ca. 80 % der Produktion, u. a. in andere europäische Länder, Amerika und Japan.
In den 1990er Jahren fusionierte 3T mit der Firma Gruppo und zog nach Caleppio di Settala, ca. 10 km östlich von Mailand.
Nicolas Vouilloz gewann 1994 den Junioren-Weltmeistertitel im Downhill-MTB in Vail (Colorado), USA mit einem 3T-Lenker, der in Kooperation mit Salsa Cycles entwickelt wurde.
Es folgte die Vorstellung des „Forge Ahead“-Vorbaus, der der erste geschmiedete Vorbau für gewindelose Ahead-Systeme war und von Ross Schafer von Salsa Cycles designt wurde. Er ist der meistverkaufte Vorbau der Firmengeschichte. 1997 und 1998 gewann Erik Zabel Mailand–Sanremo mit 3T-Komponenten.
Im ersten Jahrzehnt des 21. Jahrhunderts begann man mit der Entwicklung und Herstellung von Carbon-Produkten.
Des Weiteren wurden neue Komponenten für den Bahnradsport und MTB vorgestellt.
Zu den bekanntesten Siegern, die 3T-Teile nutzten, zählen unter anderen: Romāns Vainšteins (Straßen-Weltmeister 2000), Erik Zabel (Sieger Mailand–Sanremo 2000 und 2001), Mario Cipollini (Straßen-Weltmeister 2002), Fabian Cancellara
(Sieger Mailand–Sanremo 2008, Olympiasieger Peking 2008) und Carlos Sastre (Sieger Tour de France 2008).
Mit Stand Juli 2018 besteht die Marke aus den zwei weißen Lettern „3T“ im roten Quadrat. Die ehemalige Webadresse 3tcycling.com leitet weiter zur aktuellen 3t.bike mit der Top-Level-Domain „bike“. Angeboten werden online hier fahrbereite Räder aber auch Teile, wie Lenker, -vorbauten, Sattelstützen und andere. Firmensitze sind in Toronto (Ontario, Kanada), Brembate (BG), Italien und Taichung (Taiwan).